# Игнатова, Антонина Васильевна
Антони́на Васи́льевна Игна́това (18 мая 1926 года, Сталинградская область — 31 января 2019 года, Волгоград) — звеньевая Цинандальского виноградарского совхоза Министерства пищевой промышленности СССР, Телавский район, Грузинская ССР. Герой Социалистического Труда (1949).

## Биография
Родилась 18 мая 1926 года в крестьянской семье в одном из сельских населённых пунктов Сталинградской области. Русская. После начала Великой Отечественной войны эвакуировалась в Телавский район Грузинской ССР, где трудилась на виноградниках Цинандальского совхоза (с 1950 года — совхоз «Цинандали»). В первые послевоенные годы возглавляла звено виноградарей.
В 1948 году звено под её руководством собрало в среднем по 112 центнеров винограда на участке площадью 3 гектара. Президиума Верховного Совета СССР от 5 октября 1949 года удостоена звания Героя Социалистического Труда за «получение высоких урожаев винограда в 1948 году» с вручением ордена Ленина и золотой медали «Серп и Молот» (№ 4771).
Этим же Указом званием Героя Социалистического Труда были награждены директор совхоза Иона Ермолаевич Чарквиани, старший агроном Иосиф Давидович Болквадзе, управляющие отделениями Лонгиноз Георгиевич Арсенишвили, Давид Андреевич Саванели, бригадиры Бидзин Георгиевич Батиашвили, Реваз Андреевич Саванели и звеньевой Иван Григорьевич Багатришвили.
За выдающиеся трудовые показатели по итогам работы за 1949 год была награждена вторым Орденом Ленина.
В последующие годы возвратилась в Сталинградскую область, где трудилась в одном из совхозов Сталинграда. С 1982 года — персональный пенсионер союзного значения. Умерла 31 января 2019 года в Волгограде.
Награды
- Герой Социалистического Труда
- Орден Ленина — дважды (05.10.1949; 04.09.1950)